# 솔로몬 왕조
솔로몬 왕조(암하라어: ሰለሞናዊው ሥርወ መንግሥት, Solomonic dynasty)는 1270년부터 1974년까지 에티오피아 제국을 지배했던 왕조이다. 성경에 등장하는 인물인 솔로몬과 시바 여왕 사이에서 태어난 메넬리크 1세를 전설적인 시조로 하는데, 역사적으로 명확히 확인되는 것은 13세기 메넬리크 1세의 후손을 칭한 예쿠노 암라크 때부터이다. 1974년 멩기스투 등의 에티오피아 쿠데타로 군주제가 폐지되며 하일레 셀라시에 황제를 마지막으로 끝났으나, 현재도 확인되는 후손들은 생존해 있다.

## 같이 보기
- 다윗 왕가
- 악숨 제국
- 에티오피아 제국